# Idiopsar
Idiopsar is een geslacht van zangvogels uit de familie Thraupidae (tangaren).
Er zijn vier soorten:
- Idiopsar brachyurus  – Páramogors
- Idiopsar dorsalis  – Roodrugsierragors
- Idiopsar erythronotus  – Witkeelsierragors
- Idiopsar speculifer  – Gletsjergors